# Symphoromyia marginata
Espèce
Symphoromyia marginiata est une espèce fossile d'insectes diptères de la famille des Rhagionidae (les « mouches bécassines »).

## Classification
L'espèce Symphoromyia marginata est décrite en 1937 par le paléontologue français Théobald (1903-1981) dans sa thèse,.

### Holotype
L'holotype et échantillon R892, avec sa contre empreinte R962, de l'ère Cénozoïque, et de l'époque Oligocène supérieur ou Rupélien (33,9 à 28,1 Ma) de la collection Mieg, et conservée au Musée d'histoire naturelle de Bâle vient du gisement de Kleinkembs en Bade-Wurtemberg, sur la rive droite du Rhin,.

### Étymologie
L'épithète spécifique latine marginata signifie « marginalisé ».

## Description

### Caractères
La diagnose de Nicolas Théobald en 1937, : 

« Insecte de taille moyenne, forme élancée. tête grosse, transversale ; deux gros yeux de forme ovale et contigus, facettes bien conservées ; une antenne implantée à la partie inférieure de la tête, trois articles dont le premier est filiforme. Thorax noir, plus large que long ; suture transversale bien visible, séparant le prescutum à l'avant et scutum à l'arrière. Ailes insérées latéralement, écartées ; nervation assez bien conservée (v. fig.) ; C s'étendant jusqu'au sommet de l'aile, Sc et R indistinct dans la moitié interne de l'aile, se séparant au-delà ; Sc se réunissant à C sous un angle prononcé ; R se joignant progressivement à C vers le tiers externe de l'aile ; entre C et R, aire brune de couleur plus foncée que le reste de l'aile ; Rs se divise en deux branches, la branche postérieure, fourchue, embrasse le sommet de l'aile ; M avec cellule fermée, se divise en trois rameaux ; Cu forte, se bifurque et se réunit à M ; A peu développée, se termine au voisinage de la branche postérieure de Cu. Pattes manquent. Abdomen conservé en partie ; cinq segments entiers et fragments des deux suivants ; se rétrécit vers l'arrière ; couleur brunâtre ; deux taches foncées en forme de secteur sont conservées dans les angles postérieurs du 1er segment abdominal. ».

### Dimensions
La longueur totale est supérieure à 5,5 mm, Les ailes ont une longueur de 4,75 mm et une largeur de 2 mm .

### Affinités
« L'Insecte appartient sans doute à la famille des Rhagionidae. Il se rapproche de Symphoromyia immaculata qui a des ailes claires ou légèrement brunies, mais ce dernier ne mesure que 4-5 mm ; il vit en Europe centrale.
On a décrit des Leptidae fossiles de l'ambre de la Baltique et du Miocène de Florissant. ».

## Biologie
« Les larves sont amphipneustiques,, terrestres, saprophages, carnivores par occasion. Mouches errantes, carnivores. ».

## Galerie
- Quelques espèces vivantes du genre Symphoromyia.
- Symphoromyia crassicornis - détail tête et haut du thorax.
- Symphoromyia immaculata.

### Publication originale
- [1937] Nicolas Théobald, « Les insectes fossiles des terrains oligocènes de France 473 p., 17 fig., 7 cartes,13 tables, 29 planches hors texte », Bulletin Mensuel de la Société des Sciences de Nancy et Mémoires de la Société des sciences de Nancy, Imprimerie G. Thomas,‎ 1937, p. 1-473 (ISSN 1155-1119 et 2263-6439, OCLC 786027547). .